# New Leake
New Leake est une paroisse civile et un village du Lincolnshire, en Angleterre.